# Reial Audiència de Sevilla
La Reial Audiència de Sevilla va ser un òrgan d'administració de justícia, —una reial audiència— de la Corona de Castella establert a la ciutat de Sevilla el 1525. Tenia competències judicials en assumptes civils i criminals, però a diferència de les cancelleries castellanes
 no tenia competències de govern. Es va constituir com a tribunal d'apel·lació i no coneixia assumptes en primer instància. L'edifici que albergava la Reial Audiència de Sevilla és a la plaça de San Francisco de Sevilla, i actualment és la seu de l'entitat financera Cajasol. L'edifici va ser construït entre 1595 i 1597, encara que anteriorment en el seu lloc estava l'anomenada Casa Cuadra, on s'administrava justícia des de poc després de la conquesta de la ciutat el 1248. L'immoble ha estat reformat en diverses ocasions. El 1605 l'Ajuntament va proposar la reculada de la façana, a fi de regular la plaça de San Francisco, aprofitant que es trobava en mal estat. En aquesta reforma van intervenir Juan de Minjares i Alonso de Vandelvira. L'audiència va patir un incendi el 6 agost de 1918, després del qual va ser recomposta per Aníbal González el 1923. En la dècada de 1970 es va fer de nou una gran remodelació dirigida per Rafael Manzano per adaptar l'edifici com a seu central de la Caja San Fernando.